# ジブンカラー
『ジブンカラー』は、中村優の2枚目のシングル。

## 解説
- NHKアニメ『メジャー』エンディングテーマ。
- このシングルの発売を記念したイベントが6月14日に海老名市のビナウォークにて行われる予定だったが、その日に市内で新型インフルエンザの感染が確認されたため延期となり、その振り替えイベントが7月26日に行われた。[1]。

## 収録曲
1. ジブンカラー (4:09)
作詞：ワタナベカズヨシ　作曲：クツナテルヨシ　編曲：MISSILE CHEWBACCA
2. 未来のメロディ (4:42)
作詞・作曲・編曲：紗希
3. ジブンカラー（Less Vocal） (4:09)
4. 未来のメロディ（Less Vocal） (4:42)